# Bulma (framework)
Bulma es un framework CSS desarrollado por Jeremy Thomas, bajo licencia MIT. Bulma es similar a Bootstrap. La última versión 1.0.0 se lanzó el 21 de marzo de 2024.
Es de código abierto, está basado en el modelo Flexbox y usa CSS puro (sin JavaScript). Tiene relativa facilidad de uso y diseño limpio, responsivo y modular.
Tiene una sintaxis intuitiva, pues usa clases semánticas. Funciona bien en diferentes tamaños de pantalla gracias a su diseño adaptable. Soporta opciones modernas de CSS, como variables, SASS, etc.

## Instalación y uso básicos
Se puede instalar desde un Content Delivery Network:

<link rel="stylesheet" href="https://cdn.jsdelivr.net/npm/bulma@0.9.4/css/bulma.min.css">

También se puede instalar con el gestor de paquetes npm:

npm install bulma

Luego ya se puede usar, ejemplo:

@import "bulma/css/bulma.css";